# 荠菜
荠菜（學名：Capsella bursa-pastoris），又名护生草、地菜、地米菜、菱闸菜等，十字花科荠菜属植物。起源于东欧和小亚细亚，目前在世界各地都很常见。其种加词来自拉丁语，意思是“小盒子”、“牧人的钱包”，是形容它的角果形状像牧人的钱包。

## 形态
- 一、二年生草本植物。
- 白色的主根瘦长。主茎直立，分出细茎。
- 幼苗时，根出叶辐射状的平铺地面，有羽状深裂；长圆形或线状披针形的茎生叶，顶部的叶片大都接近线形，叶基成耳状抱茎，边缘或有缺刻或锯齿，叶有细柔毛。
- 春天开白色细长的小花，集成总状花序，顶生或腋生，绿色的花萼和白色的花冠，花瓣为4。
- 短角果呈倒三角形，扁平，内含多数种子。

## 生態
种子受潮后分泌出粘稠的分泌物，可以吸引並粘住虫子，並可能吸收蟲子的養分。荠菜性喜温和，只要有足够的阳光，土壤不太干燥，荠菜都可以生长。

## 分布
分布在全世界的温带地区，性喜温暖但耐寒力强。野生于田野，也可人工栽培。

## 利用

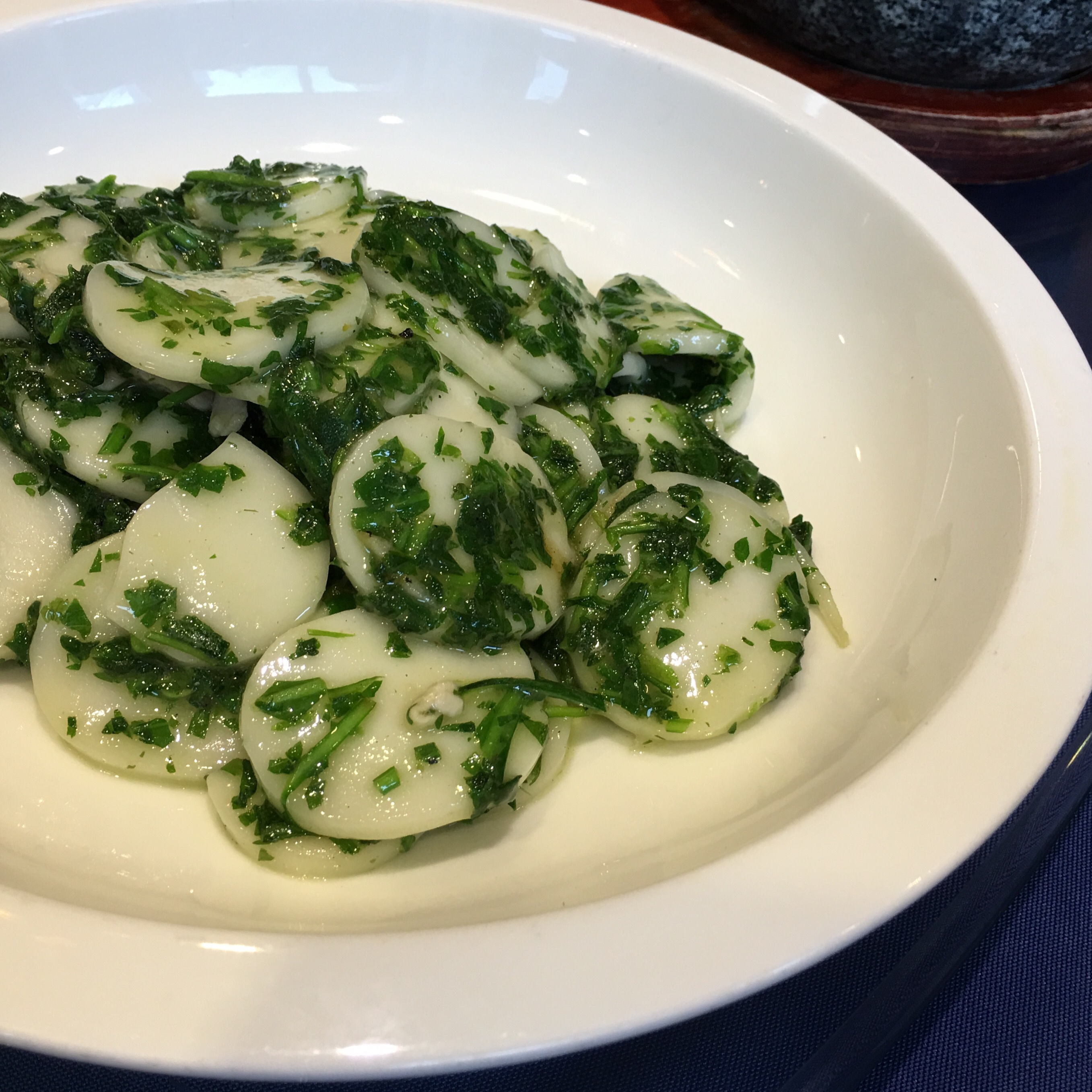
上海荠菜炒年糕

荠菜的种子、叶和根都可以食用。可作涼拌或煮、炒食。在中國大陆经常用來炒年糕或作為餛飩或餃子餡的一部分；在日本薺菜做為正月初七人日七菜的一部分，海峽兩岸泉州裔的七寶羹亦有包含薺菜，目前僅部分人保留正月初七吃素菜的習慣。
荠菜还可以入药，有明目、利水、和脾、止血等功效。不過懷有身孕或哺乳中的婦女谨慎食用，可能有不良影响。

## 延伸阅读
[在维基数据编辑]
 《欽定古今圖書集成·博物彙編·草木典·薺部》，出自陈梦雷《古今圖書集成》
 《植物名實圖考·薺》，出自吳其濬《植物名實圖考》

## 外部連結
- 薺菜 （页面存档备份，存于） 藥用植物圖像數據庫 (香港浸會大學中醫藥學院) （繁體中文）